# Йиглава (река)
Йи́глава (устар. Иглава; чеш. Jihlava) — река в Чехии, левобережный приток водохранилища Нове-Млини в низовье Дие, протекает по территории Высочины и Южноморавского края на юге страны. Принадлежит к бассейну Дуная.
Длина — 184,6 км, площадь бассейна — 3117 км². Средний расход воды в устье — 11,75 м³/с
Исток на высоте 670 м над уровнем моря у подножия горы Яворжице (837 м) в Йиглавских горах на юге Чешско-Моравской возвышенности; русло в глубокой долине. Низовье на равнине. Впадает в водохранилище Нове-Млини вместе со Свраткой на высоте 170 м над уровнем моря. Половодье приходится на март.
На реке — города Йиглава, Бателов, Лука-над-Йиглавой, Дольни-Коунице, Погоржелице, Тршебич.

## Притоки
- Йиглавка;
- Тршештьски-Поток;
- Бртнице[4];
- Ослава;
- Рокитна[5].